# Фјорентини (Кјети)
Фјорентини (итал. Fiorentini) је насеље у Италији у округу Кјети, региону Абруцо.
Према процени из 2011. у насељу је живело 44 становника. Насеље се налази на надморској висини од 258 м.